# Che & Ray
Che & Ray waren ein Schweizer Boogie-Woogie-Duo aus Zürich, bestehend aus Jean-Marc "Che" Peyer (* 7. Mai 1950) und Raymond "Ray" Fein (* 20. August 1950).

## Karriere
Jean-Marc Peyer (Che) und Raymond Fein (Ray) kannten sich aus der Schulzeit und begannen 1968 gemeinsam Boogie-Woogie zu spielen. Ihr erstes eigenes Konzert spielten sie im Januar 1975 im Bucheggplatz-Theater in Zürich und noch im selben Jahr veröffentlichten sie mit Giants Of Boogie-Woogie & Blues ihr erstes Album. 1977 erhielten sie ihre erste Goldene Schallplatte von insgesamt sieben goldenen Auszeichnungen und einer aus Platin. Zweimal waren sie auf Europa-Tournee mit Manhattan Transfer. Der Grossteil ihres Repertoires bestand aus Boogie-Woogie- und Blues-Eigenkompositionen, rasant gespielt auf Grand Pianos und E-Pianos, teilweise mit Blues-Harp-Einlagen von Che Peyer. Dazu kamen aber auch Klassiker von Ludwig van Beethoven und Scott Joplin bis hin zu Rock ’n’ Roll von Jerry Lee Lewis. 
Nach dem Platten-Debüt als Che & Ray 1975 mit Giants of Boogie-Woogie & Blues folgten Tourneen durch Europa, teilweise zusammen mit Manhattan Transfer und Paul Anka. Ihre zweite Schallplatte, Burning the Boogie, erhielt den Status Gold und Platin. Sie spielten über 3200 Konzerte, erreichten 3 Millionen Konzertbesucher und verkauften weit über 300.000 Tonträger. Das Duo trat in drei Samstagabendsendungen bei BBC One in London auf.
2005 stellte das Duo seine Arbeit ein; seitdem konzertiert Che Peyer solo.

## Diskografie
- 1975: Giants Of Boogie-Woogie & Blues
- 1976: Burning The Boogie
- 1977: Boogie Explosion
- 1977: Che & Ray Live
- 1979: California
- 1980: Crazy Boogie
- 1981: Instrumental Boogie Woogie and Blues (Soloalbum von Che Peyer)
- 1983: Right Time To Boogie
- 1986: Boogie-Race – 10 Jahre unterwegs
- 1988: The Zurich Session (live)
- 1991: Midnight Special (live)
- 1992: Boogie-Party
- 1993: Boogie Dig-It-All
- 1995: Jubilee (feat. John Brack)
- 1999: The Original 1968-1998 (Doppel-CD)
- 2006: Boogie, Blues & More (Solo-CD von Che Peyer mit Band)
- 2010: Che in concert (Solo-CD von Che am Flügel, Blues-Harp und vocal ohne Band)